# Vlajka Paraguaye

Paraguayská vlajka
Poměr stran: 11:20

Paraguayská vlajka (rubová strana)

Vlajka Paraguaye, naposledy upravená v roce 2013, má barevný základ již z roku 1812. Tato vlajka je jediná státní či národní vlajka s rozdílným rubem a lícem.
Vlajka má tři vodorovné pruhy, červený, bílý a modrý. Uprostřed bílého pruhu je na lícové straně vlajky státní znak, vycházející ze státní pečeti. Na rubové straně se nachází emblém pečeti ministerstva financí.
V kruhovém znaku je věnec z olivové a palmové ratolesti, v ní žlutá hvězda. Emblém doplňuje v opise text REPUBLICA DEL PARAGUAY. Na rubové straně vlajky je na pečeti červená frygická čapka se lvem, který ji ochraňuje a text PAZ Y JUSTICIA (česky Mír a spravedlnost).
Hvězda představuje zářící „májovou“ hvězdu, která svítila nad Asunciónem památné noci ze 14. na 15. května 1811, kdy byla vyhlášená paraguayská nezávislost. Ratolesti na vlajce symbolizují mír a čest. Červená barva vlajky symbolizuje statečnost, hrdinství, vlastenectví, rovnoprávnost a spravedlnost, bílá neposkvrněnost ideálů, čistotu, mír, jednotu a stálost, modrá pak mírnost, dobrotu a realismus.

Vlajka paraguayského prezidenta Poměr stran: 1:2
Paraguayská lodní vlajka (Naval Jack) Poměr stran: 1:1

## Francouzské barvy
Existují dvě hypotézy, proč byla za paraguayskou vlajku zvolena červeno-bílo-modrá trikolóra. Obě mají základ v barvách francouzské vlajky:
- V roce 1806 předal Santiago de Liniers, Francouz ve španělských barvách a v letech 1807-1809 místokrál Místokrálovství Río de la Plata, paraguayské jednotce, která se úspěšně bránila britské invazi, prapor s francouzskými barvami.
- První paraguayský prezident, resp. od roku 1814 Nejvyšší diktátor (Dictador Supremo) a v letech 1816-1840 Doživotní diktátor (Dictador Perpetuo) byl velkým obdivovatelem Francie a francouzské revoluce. Již v roce 1811 prosazoval vlajku s francouzskými barvami.[2]

## Historie
Území dnešní Paraguayské republiky bylo před příchodem Španělů a Portugalců osídleno indiánskými kmeny Guaraní. Od roku 1535 byla Paraguay španělskou kolonií a od roku 1543 součástí Místokrálovství Peru. Roku 1588 se většina území dnešní Paraguaye dostala pod správu jezuitů, kteří zde na počátku 17. století vytvořili teokratický stát, fakticky nezávislý na španělské správě v Peru či v Buenos Aires. V roce 1767 byla Jezuitská republika španělským králem Karlem III. zrušena a od 8. srpna 1776 bylo území součástí Místokrálovství Río de la Plata. Prokazatelně první vlajky, vyvěšované na území Paraguaye, byly od roku 1785 vlajky španělské.
Po vyhlášení nezávislosti laplatských provincií na Španělsku v květnu 1810 se v Asunciónu, dnešní metropoli Paraguaye, ustavila junta, která 15. května 1811 vyhlásila nezávislost Paraguaye. Podle jedné legendy svítila v noci před vyhlášením nezávislosti na nebi jasná hvězda. Proto měla vlajka, vztyčená povstalci, tmavě modrý list s bílou šesticípou "májovou" hvězdou v horním rohu. Během prvního kongresu byly od 6. června užívány horizontální trikolóry zeleno-bílo-modré, a od 17. června i červeno-žluto-modré. José Gaspar Rodríguez de Francia, velký obdivovatel Francie a pozdější paraguayský diktátor, prosazoval v té době modro-bílo-červenou vlajku (také s horizontálními pruhy).
15. srpna 1812 byla přijata vlajka se třemi vodorovnými pruhy, červeným, bílým a modrým. Bílý pruh byl o trochu širší, poměr stran byl zřejmě 1:2. 12. října 1813 byla vyhlášena Paraguayská republika, ke změně vlajky ale nedošlo. Vlajka se užívala až do roku 1926.
Dle některých zdrojů byly zřejmě souběžně užívány i další tři vlajky:
- 1815–1819  modro-bílo-červená se svislými pruhy
- 1819–1820 světle modro-bílo-červená s vodorovnými pruhy a v bílém pruhu černým nápisem LIBERTAD o MUERTE (svoboda nebo smrt). Vlajka bojové revoluční skupiny 33 Orientales
- 1820–1826 modro-bílo-červená s vodorovnými pruhy

Roku 1826 byla zavedena světle modrá vlajka s bílou šesticípou (májovou) hvězdou v horním rohu, která vycházela z vlajky (údajně) vztyčené při vyhlášení nezávislosti (15. května 1811). Souběžně s touto vlajkou se užívala (jako alternativní) i vlajka modro-bílo-červená se svislými pruhy. Od roku 1930 se užívala modro-bílo-červená trikolóra s vodorovnými pruhy.

Španělská vlajka Paraguaye (1785–1811)
Paraguayská vlajka (1811) Poměr stran: 2:3
Paraguayská vlajka (1811) Poměr stran: 2:3
Paraguayská vlajka (1811 a 1830–1842) Poměr stran: 3:5
Paraguayská vlajka (1811–1812 ???) Poměr stran: 2:3
Paraguayská vlajka (1812–1826) Poměr stran: 1:2
Paraguayská vlajka (1826–1830) Poměr stran: 2:3

25. listopadu 1842 byla zavedena první kodifikovaná státní vlajka Paraguayské republiky. Byla tvořena červeno-bílo-modrou trikolórou s vodorovnými pruhy. Uprostřed (v bílém pruhu) byl na lícové straně státní znak, vycházející ze státní pečeti a na rubové straně emblém odvozený z pečeti ministerstva financí. Poměr stran vlajky byl stanoven na 333:500.
Asi v roce 1883 byl státní znak změněn, a tím i paraguayská vlajka. Zjednodušeně: přibyly kružnice a hvězda byla změněna. V této podobě se vlajka užívala do roku 1954, ale grafické pojetí znaku i emblému se často měnilo. (Chybí obrázek)
V roce 1954 se poměr stran vlajky změnil na 1:2 a změněn byl i státní znak i emblém, což se projevilo i na vlajce. V polovině 70. let byl znovu změněn znak a znovu se změnila i vlajka. V roce 1988 byl poměr stran vlajky změněn na 3:5, ale již beze změn znaku.
V roce 1994, dle jiných zdrojů již v roce 1990 nebo 1991 se změnil znovu znak i emblém a změna se zase projevila i na vlajce. K zatím poslední změně (zase pouze znaku a emblému a tím i vlajky) došlo v roce 2013.

Paraguayská vlajka (1883–1954) Poměr stran: 333:500
Paraguayská vlajka (rubová strana) (1883–1954)
Paraguayská vlajka (1854–~1975) Poměr stran: 1:2
Paraguayská vlajka (rubová strana) (1854–~1975)
Paraguayská vlajka (1988–1990) Poměr stran: 3:5
Paraguayská vlajka (rubová strana) (1988–1990)
Paraguayská vlajka (1990/94–2013) Poměr stran: 3:5
Paraguayská vlajka (rubová strana) (1990/94–2013)

## Vlajky paraguayských departementů

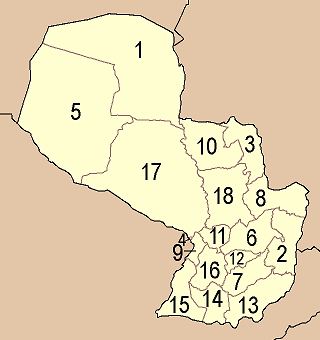
Paraguayské departementy

Paraguay je rozdělena na zvláštní obvod hlavního města Asunción a 17 departementů.

Asunción (4) Poměr stran: 3:5
Alto Paraguay (1) Poměr stran: 5:8
Alto Paraná (2) Poměr stran: 5:8
Amambay (3)
Boquerón (5) Poměr stran: 2:3
Caaguazú (6)
Caazapá (7) Poměr stran: 5:8
Canindeyú (8) Poměr stran: 5:8
Central (9) Poměr stran: 5:8
Concepción (10) Poměr stran: 5:8
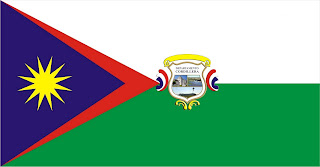
Cordillera (11)
Guairá (12) Poměr stran: 2:3
Itapúa (13)
Misiones (14)
Ñeembucú (15) Poměr stran: 5:8
Paraguarí (16) Poměr stran: 2:3
Presidente Hayes (17) Poměr stran: 11:19
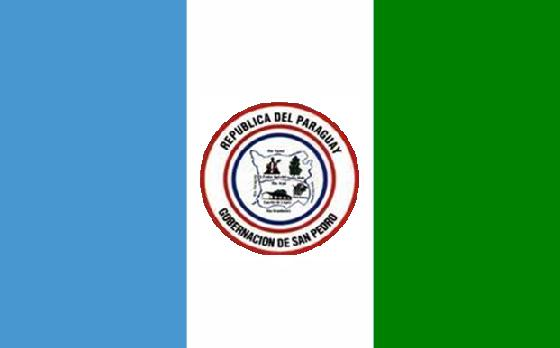
San Pedro (18)